# 1947 års män
1947 års män kallas de konstnärer som i april 1947 visades på samlingsutställningen Ung konst på Galleri Färg och Form vid Brunkebergstorg i Stockholm. 
Denna utställning har i konsthistorieskrivningen omtalats som den enskilt viktigaste faktorn för den konkreta konstens genombrott i Sverige. Ändå var den knappt någon av konstnärerna som vid det tillfället skulle kunna beskrivas som konkretistisk. De som deltog i utställningen var tio män och en kvinna: målarna Lennart Rodhe, Olle Bonniér, Karl Axel Pehrson, Pierre Olofsson, Randi Fisher, Olle Gill, Lage Lindell, Armand Rosander och Uno Vallman samt skulptörerna Liss Eriksson och Knut Erik Lindberg.
Beteckningen 1947 års män myntades av Expressens konstkritiker Lars-Erik Åström i en recension och plockades snabbt upp av andra dåtida konstkritiker. Namnet refererar till de tidiga svenska modernisterna i gruppen De unga, som även kom att kallas 1909 års män.
Själva ansåg konstnärerna sig inte tillhöra någon konstnärsgrupp utan ansåg att namnet var påhittat av medierna. Beteckningen 1947 års män har under åren används på olika sätt. Ibland refererar det till samtliga konstnärer, som ställde ut på Ung konst, vid andra tillfällen till vissa av dem. Ibland inkluderas skulptören Arne Jones.